# Tomares (Spanje)
Tomares is een gemeente in de Spaanse provincie Sevilla in de regio Andalusië met een oppervlakte van 5 km². In 2007 telde Tomares 21.099 inwoners.

## Demografische ontwikkeling
Bron: INE; 1897-2011: volkstellingen
Opm.: de gemeente Tomares ontstond in 1897 door de splitsing van de gemeente Tomares y San Juan in de twee nieuwe gemeenten Tomares en San Juan de Aznalfarache